# José Cortez
José Javier Cortez Arroyo (Esmeraldas, 5 de mayo de 1995) es un futbolista ecuatoriano. Juega de delantero y su actual equipo es Real Potosí de la Asociación de Fútbol Potosí.

## Clubes
| Club                    | País    | Año         |
| ----------------------- | ------- | ----------- |
| Deportivo Coca          | Ecuador | 2011 - 2012 |
| Deportivo Quevedo       | Ecuador | 2013        |
| Deportivo Quito         | Ecuador | 2013 - 2014 |
| Liga de Loja            | Ecuador | 2014 - 2015 |
| Clan Juvenil            | Ecuador | 2016 - 2017 |
| C. A. Zacatepec         | México  | 2019        |
| Guayaquil Sport         | Ecuador | 2020 - 2021 |
| Libertad F. C.          | Ecuador | 2022        |
| Ciudad Nueva Santa Cruz | Bolivia | 2023        |
| Real Potosí             | Bolivia | 2024 -      |